# Тамільський націоналізм

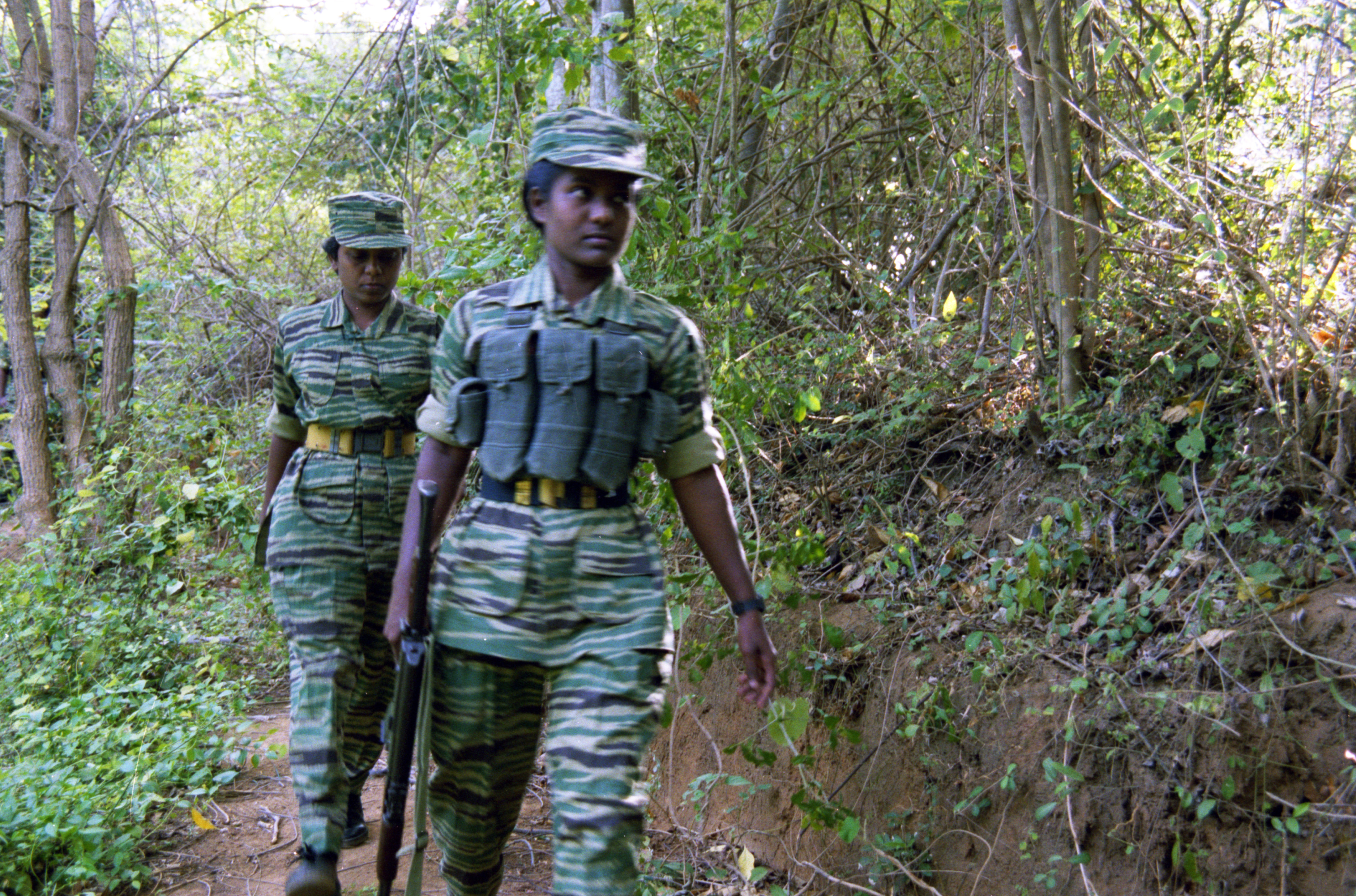
Бійці за незалежність Таміл Ілама

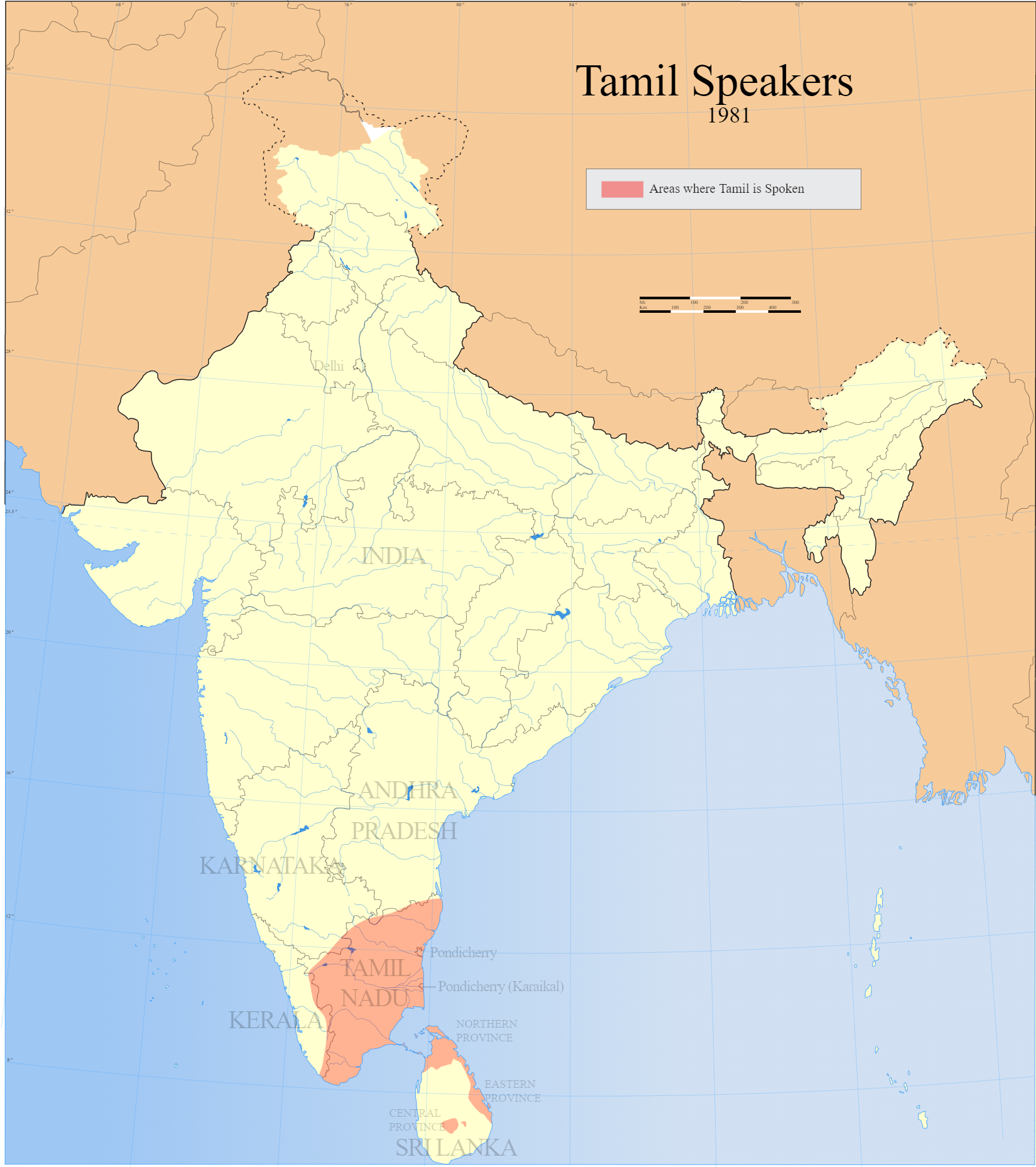
Території заселені тамілами

Тамільський націоналізм — ідеологія, що стверджує, що тамільський народ є нацією та сприяє культурній єдності тамільського народу. Це секулярний націоналізм, що фокусується на мові та ідеї батьківщини. Проявляється у мовному пуризмі, іредентизмі, соціальній рівності. 

## Націоналізм індійських тамілів
З початку 20 ст розвивається дравідіанський націоналізм, що направлений на відособлення носіїв дравідійських мов. Однак цей рух не поширився за межі Таміл Наду. Ідеї дравідіанського націоналізму сповідувала партія Південно-індійська ліберальна федерація, заснована в 1916 році.

### Виступи проти гінді

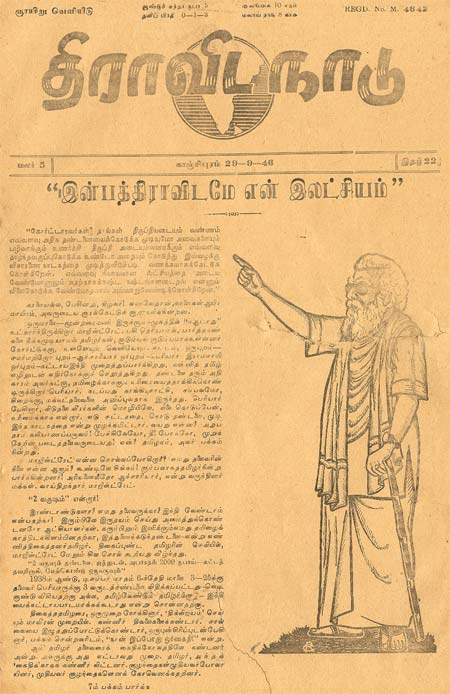
Обкладинка журналу з промовою проти гінді громадського активіста Періяра (Periyar E. V. Ramasamy)

Намагання впровадити гінді як офіційну мову в Індії отримало значний спротив серед тамільської інтелігенції. З 1937 року відбувалися масові пікети, марші. У сутичках загинуло двоє осіб та 1198 було арештовано. Зрештою обов’язкове навчання гінді було відкликане британським губернатором у 1940 році. Після незалежності Індія отримала дві офіційні мови, проте гінді мала стати єдиною мовою у 1965 році. У день набуття чинності його закону масові заворушення розпочалися у Мадураї серед студентів і згодом поширилися на увесь штат. В результаті заворушень загинуло сімдесят осіб у тому числі 2 поліцейських. Щоб зупинити насильство, прем'єр-міністр Шастрі пообіцяв, що англійська буде і надалі використовуватися у тих штатах, де проживають не мовці гінді.
Таміл Наду належить до невеликої групи штатів, які можуть вести судочинство своєю мовою.

### Політичні партії
У 1949 році була заснована націоналістична партія Дравіда Муннетра Кажагам, що вимагала незалежності чи принаймні автономії Дравідійської держави. Спочатку партія відкрито агітувала за відокремлення від Індії, проте згодом видалила сепаратистські заклики з своєї програми, оскільки вони суперечать законам Індії.
Після виборів у 1969 році націоналісти (ДМК) посіли місця в уряді і з того часу постійно мають вплив на політичне життя Таміл-Наду.

У 1958 році С. П. Адітханар організовує партію «Ми таміли», що пропагує за створення Великого Таміл Наду, країни, що має включати в себе як континентальні території, заселені тамілами так і частину Шрі-Ланки. У 1960 році вони організували масові виступи за відокремлення Таміл-Наду, на яких палили карти Індії. Програвши вибори у 1962 році вони влилися в ДМК.
Після кривавого закінчення громадянської війни на Шрі-Ланці в Таміл Наду набуває підтримки партія Наам Тамілар Катчі у 2010 році. Вони виступають за надання Таміл Іламу незалежності та реорганізації Індії за принципом Європейського союзу. У 2013 році по країні проходять анти шрі-ланкійські протести ініційовані Студентською Федерацією Незалежності Таміл Іламу.
Заборона урядом традиційного забігу биків Джаллікатту (Jallikattu) була сприйнята тамілами як неповагу до їхньої культури, що вилилося у протести 2017 року. Серед протестувальників були плакати, що закликали до незалежності Таміл Наду.

### Мілітарні організації
Під впливом збройної боротьби тамілів на Шрі-Ланці в Індії також виникають мілітарні організації. У 1980х активізується Армія Визволення Таміл Наду, що проводить кілька терористичних атак та пограбувань банків. Засновника Тхаміжаразана та його 4 поручників лінчували жителі села Понпараппі при спробі пограбувати банк. Після їхньої смерті армія розпалася на невеликі групи.
Загони національного відновлення тамілів була заснована у кінці 1980х років.Члени цієї організації воювали в Шрі Ланці на стороні тамілів.

### Рух на підтримку ланкійських тамілів
Після того як Індія надала військову підтримку Шрі-Ланці у громадянській війні в Таміл Наду відбуваються протести. Тамільський журналіст К. Мутхукумар здійснив самоспалення у знак протесту, що сколихнуло місцеву громаду.

### Таніттаміл Іяккам
Націоналізм також проявляється у мовному пуризмі, який розвинувся у тамільській мові. Рух започаткували письменники Мараімалай Адігал, Павентхар Бхаратхівавін, Деванея Паванар та Павалареру Перунчіттхіранаар на початку 20 ст. Головною ідеєю руху стало вилучення слів запозичених з санскриту з тамільської мови. Мараімалай Адігал вважається батьком тамільського націоналізму.

## Націоналізм ланкійських тамілів
До незалежності більшість державних посад на Цейлоні займали таміли (60%), хоча їхня кількість на острові складала всього 15%. Шрі-Ланка отримала незалежність від Великої Британії і прийняла Акт Громадянства (1948), що позбавило багатьох тамілів індійського походження громадянства.
Після перетворення Шрі-Ланки на унітарну державу, де єдиною мовою визнавалася сингальська, а єдиною релігією – буддизм, Федеративна партія, яку очолював С. Дж. В. Челванаякам, вимагала федеративного устрою, з тамільською автономією та офіційною мовою. 5 червня 1956 року таміли провели ненасильницький протест напроти парламенту.

### Колонізаційна схема
Паралельно була запроваджена схема колонізації тамільських територій сингалами. Широкомасштабний план іригації посушливих територій на півночі країни дозволило там вести сільське господарство. Землі роздавали сингальським селянам з перенаселених регіонів. Переселення урядом сингаломовних жителів було сприйнято місцевими громадами тамілів негативно, що вилилося у зростання насильства. Мусульмани тамільського походження не підтримували ідеї боротьби за батьківщину, що виокремило їх у окрему соціальну групу ворожу до тамільських націоналістів. 

### Антитамільскі бунти
1956 році в Коломбо починають нападати на тамільських протестувальників, членів Федеративної партії. Після виступу сингальського популіста, що закликав ігнорувати тамільських бізнесменів, натовп починає погром в результаті якого 150 тамільських магазинів були розгромлені. Заворушення зупинила поліція. Щоб помститися таміли підпалюють сингалезький магазин у Баттікалоа, власник якого стріляв у натовп, поціливши 3 людей. Таміли зі зброєю нападають на сингальських переселенців та конвої.
Переселенці в долині Гал Ойя у збройно нападають на меншість тамілів. Розповсюджуються чутки про ґвалтування сингалезької дівчини тамілами. В результаті нападів на тамілів було вбито більше ста тамілів.
Погроми тамілів ще сплахували в 1958, 1977, 1981, 1983 році (Чорний липень), що змусило тамілів утворити власні сили самооборони.

### Тигри визволення Таміл-Іламу

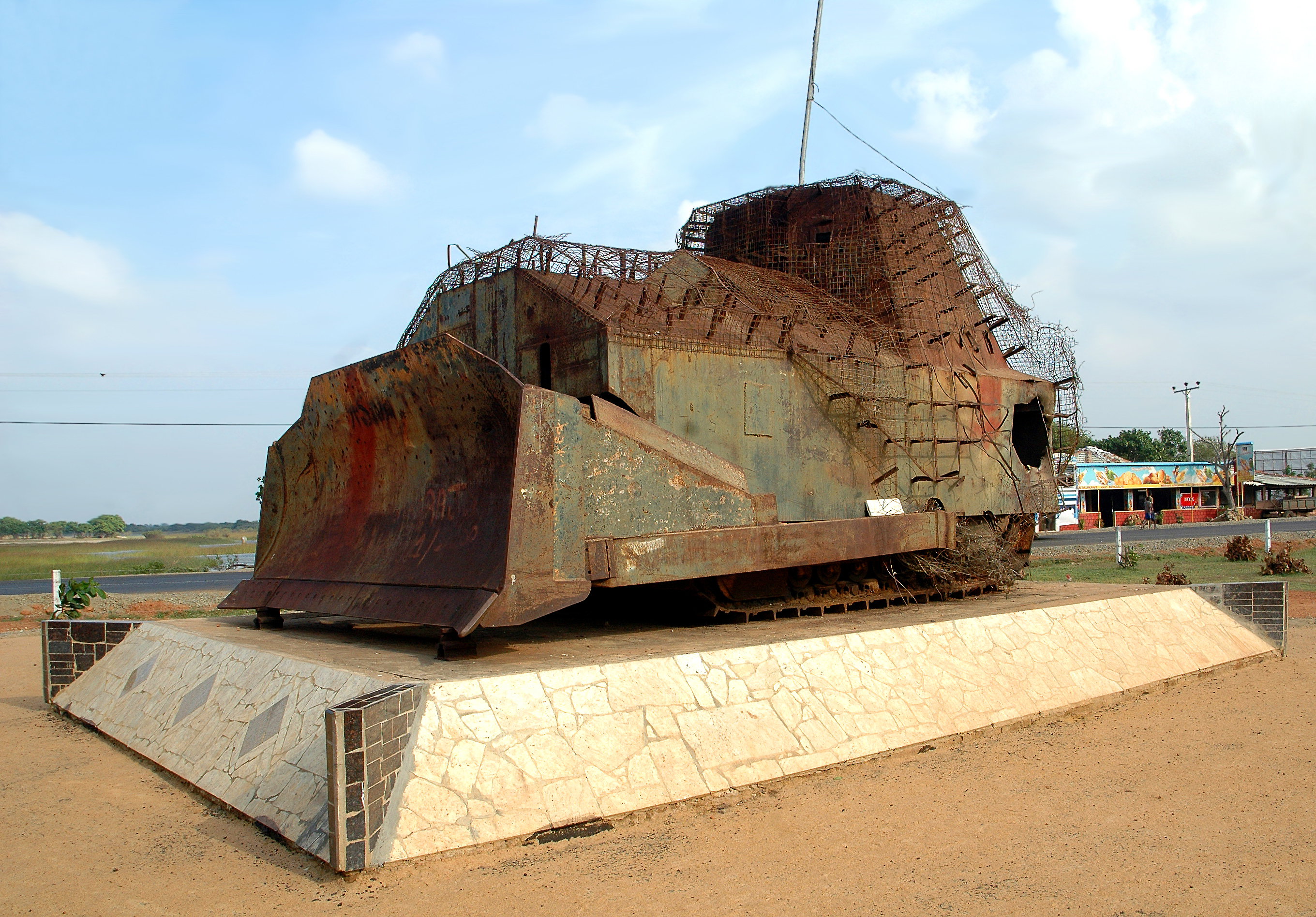
Імпровізована бойова машина ТВТІ

У 1972 році була заснована мілітаристична організація Тигри Визволення Таміл-Іламу, що покликана була захищати права тамілів. Керівником став 18 річний тамільський націоналіст Велупіллаї Прабхакаран. Бойові дії між тамільськими партизанами та сингальцями призвели до початку Громадянської війни. У 1993 році партизани вбили президента Шрі-Ланки Ранасінгхе Премадаса. Терористичні акти ТВТІ здійснювали не лише на Шрі-Ланці, але і в Індії. Так 1991 року було убито прем’єр міністра Індії Раджива Ганді, що виступав проти сепаратизму та надіслав миротворців на Шрі Ланку.

Тигри були не єдиною збройною силою тамілів. Інші невеликі загони утворювалися і часто воювали між собою. Так наприклад Іламський Народний Революційний Фронт Звільнення був атакований бійцями ТВТІ у 1986 році. Після цього розгрому організація переформатувалася у політичну партію.

### Ваддукоддайська резолюція
Документ, проголошений Тамільським Об’єднаним Фронтом Звільнення 14 травня 1976 року в Паннакамі, біля Вуккоддая, Північна провінція у Шрі-Ланці, що закликав утворити незалежну країну тамілів Таміл-Ілам. На наступних виборах 1977 року партія виграла в регіоні заселеному тамілами, що дало привід тамільським націоналістам стверджувати про легітимність їхнього заклику до утворення незалежної держави. 

Шриланкійський уряд ухвалив правило, за яким члени парламенту мають присягати унітарності Шрі-Ланки. Члени Тамільського Об’єднаного Фронту відмовилися. 

### Таміл-Ілам
Країна Таміл-Ілам фактично існувала на підконтрольній ТВТІ території до 2009 року, коли бунтівний регіон був взятий під контроль шрі-ланкійською армією. Наразі країну репрезентує Транснаціональний уряд Таміл-Ілама в екзилі. Політична партія Тамільський Національний Альянс відмовилася від ідеї незалежної держави на користь ідеї федералізації Шрі-Ланки.

### Понгу таміл
У 2001 році в місті Джафна місцевими студентами була організований мирний протест Понгу таміл (பொங்குதமிழ்) проти  викрадення людей, які здійснювала таємна поліція, та насильства збоку військових. Були сформовані вимоги, серед яких заклик на визнання тамільської нації: ми хочемо знайти справедливе рішення, яке визнає прагнення тамільського народу як нації, визнання нашої батьківщини та визнання нашого права на самовизначення. Цю подію відмічають щороку представники тамільської діаспори.